# Moulins-sur-Orne
Moulins-sur-Orne és un municipi francès situat al departament de l'Orne i a la regió de Normandia. L'any 2007 tenia 299 habitants.

## Demografia

### Població
El 2007 la població de fet de Moulins-sur-Orne era de 299 persones. Hi havia 110 famílies de les quals 12 eren unipersonals (4 homes vivint sols i 8 dones vivint soles), 43 parelles sense fills, 51 parelles amb fills i 4 famílies monoparentals amb fills.
La població ha evolucionat segons el següent gràfic:
Habitants censats

### Habitatges
El 2007 hi havia 123 habitatges, 110 eren l'habitatge principal de la família, 1 era una segona residència i 12 estaven desocupats. Tots els 123 habitatges eren cases. Dels 110 habitatges principals, 104 estaven ocupats pels seus propietaris, 5 estaven llogats i ocupats pels llogaters i 1 estava cedit a títol gratuït; 3 tenien dues cambres, 5 en tenien tres, 21 en tenien quatre i 81 en tenien cinc o més. 63 habitatges disposaven pel capbaix d'una plaça de pàrquing. A 38 habitatges hi havia un automòbil i a 69 n'hi havia dos o més.

### Piràmide de població
La piràmide de població per edats i sexe el 2009 era:
| Homes | Edats   | Dones |
| ----- | ------- | ----- |
| 0     | 95 o +  | 0     |
| 0     | 90 a 94 | 0     |
| 0     | 85 a 89 | 0     |
| 4     | 80 a 84 | 8     |
| 0     | 75 a 79 | 0     |
| 4     | 70 a 74 | 12    |
| 8     | 65 a 69 | 4     |
| 4     | 60 a 64 | 0     |
| 8     | 55 a 59 | 4     |
| 4     | 50 a 54 | 16    |
| 16    | 45 a 49 | 8     |
| 24    | 40 a 44 | 16    |
| 8     | 35 a 39 | 20    |
| 20    | 30 a 34 | 8     |
| 0     | 25 a 29 | 8     |
| 8     | 20 a 24 | 4     |
| 28    | 15 a 19 | 16    |
| 0     | 10 a 14 | 20    |
| 8     | 5 a 9   | 4     |
| 20    | 0 a 4   | 12    |

## Economia
El 2007 la població en edat de treballar era de 206 persones, 153 eren actives i 53 eren inactives. De les 153 persones actives 140 estaven ocupades (78 homes i 62 dones) i 13 estaven aturades (9 homes i 4 dones). De les 53 persones inactives 17 estaven jubilades, 17 estaven estudiant i 19 estaven classificades com a «altres inactius».

### Ingressos
El 2009 a Moulins-sur-Orne hi havia 126 unitats fiscals que integraven 331 persones, la mediana anual d'ingressos fiscals per persona era de 18.919 €.

### Activitats econòmiques
L'únic establiment que hi havia el 2007 era d'una empresa de serveis.
L'únic servei als particulars que hi havia el 2009 era un electricista.
L'any 2000 a Moulins-sur-Orne hi havia 17 explotacions agrícoles que ocupaven un total de 810 hectàrees.

## Poblacions més properes
El següent diagrama mostra les poblacions més properes.